# 프랑스 문학
| 불문학 La Littérature française |
| 불문학 프랑스 문학 프랑스어 |
| 프랑스 문학사 |
| 중세 프랑스 문학 프랑스 르네상스 문학 • 17세기 프랑스 문학 18세기 프랑스 문학 • 19세기 프랑스 문학 20세기 프랑스 문학 • 동시대 프랑스 문학 |
| 문예사조 |
| 자연주의 • 상징주의 초현실주의 • 실존주의 누보 로망 부조리극                                                                               |
| 주요 작가들 |
| 몰리에르 • 장 라신 • 오노레 드 발자크 스탕달 • 귀스타브 플로베르 에밀 졸라 • 마르셀 프루스트 사무엘 베케트 • 알베르 카뮈                   |
| 포털 |
| 포털:프랑스 • 포털:문학 • 포털:불문학 |

프랑스 문학(-文學)은 프랑스에서 창작된 문학 작품을 일컫는다.

## 프랑스 문학사

### 배경
원주민 골족(Gaulois)의 언어는 켈트어였고, 그들이 개명하기 시작한 것은 카이사르에게 정복되어(기원전 100년) 로마의 문화와 혼합되면서부터이다. 로마 제국의 한 속주(屬州)로 5세기 동안 예속되면서 인종적 혼합인 갈로-로맹인(人)을 형성했고 기독교를 비롯하여 제도·관습·언어 등이 로마화(化)하여 갈로 로맹 문화로 미개한 상태를 벗어났다. 한편 언어는 프랑스 지방의 사투리처럼 된 구어(口語) 라틴어를 사용하여 이를 정통 라틴어에 대하여 로망스어라 한다.
당시 프랑스는 크게 북부는 오일어(langue d'oïl), 남부는 오크어(langue d'oc)로 분화되어 있었는데, 현대 불어는 오일어, 그중에서도 파리 방언에 기원한다. 중세 유럽에서는 라틴어가 거의 유일한 문어였지만 차츰 지방의 로망스어, 즉 프랑스어로도 글을 쓰려는 움직임이 있어왔다. 가장 오래된 불문학의 흔적은 9세기의 스트라스부르 서약과 성녀 에울랄리아 찬가로 거슬러 올러간다.

### 중세 프랑스 문학 (11-15세기)
- 중세 프랑스 문학

중세 프랑스 문학은 신앙과 기사도정신(騎士道精神)을 고취하거나 귀부인과 기사들의 사랑과 무용(武勇)을 담은 귀족문학과 상류층·승려·지배자를 풍자하는 해학적인 서민문학으로 크게 나눌 수 있다. 최초의 서사시인 무훈시(武勳詩,기사도 로망)들, 장시 로망 등이 전자에 속하고 여우 이야기<파블리오=짤막한 소담(笑談)> 등이 후자에 속한다.

### 16세기 프랑스 문학
- 16세기 프랑스 문학

프랑스의 르네상스는 16세기에 선진 이탈리아의 르네상스 문화에 자극을 받고 이를 섭취·소화하는 과정에 두 가지 흐름이 발원한다.
하나는 기독교 이전의 그리스·로마 고전문예의 큰 장르(정형서정시, 극시)들을 프랑스어로 소화하여 부흥시키려는 시(詩) 운동이다. 마로가 처음으로 이탈리아 시인 페트라르카의 소네트 형식을 프랑스어로 시도했으며 고전 라틴문학과 이탈리아 문학의 주제와 양식을 모방하고자 했으며, 이는 피에르 드 롱사르를 필두로 한 플레야드파(7성시인)으로 이어진다. 이들은 라틴어 및 이탈리아어에서 신중히 단어를 선별하고 언어구조를 모방해 불어에 받아들여 불어를 고전언어 못지않게 고상한 문학언어로 만드는 것을 꾀했다. 이에 따라 프랑스어는 고전 프랑스어(Français classique)로 발전하게 되고 중세 프랑스어와 상당한 차이가 나게 된다. 이렇게 가다듬고 순화된 고전 프랑스어로 희극·비극 장르의 도입을 시도함으로써 프랑스 고전주의 문학의 터가 닦였다.
다른 하나의 흐름은 고전문예에 담긴 정신·사상을 되살리려는 산문문학의 흐름이다. 가톨릭 교회에서 금서지정을 받은 가르강튀아와 팡타그뤼엘로 유명한 라블레는 인간성과 현세적 삶의 해방을, 《수상록》으로 에세(essai)라는 1인칭 문학을 창조한 몽테뉴는 회의와 검증(檢證)·인간탐구의 정신을 일으켜 놓았다.

### 17세기 프랑스 문학
- 17세기 프랑스 문학

17세기는 프랑스에 있어서 대세기(大世記, le Grand Siècle)라 불린다. 종교갈등도 잦아든 전제군주 치하의 프랑스는 유럽의 강대국으로 자리매김했으며, 문학사에 있어서도 불어에게 '몰리에르의 언어'(la langue de Molière)라는 이칭을 선사한 몰리에르가 활약한 것도 이 때이다. 17세기의 문학사는 바로크와 고전주의라는 양대산맥의 대립·상보라고 요약할 수 있다.
1610년대 등장한 바로크는 문학적 화려함의 극치를 이루어 프레시오지테, 뷔를레스크 등의 갈래를 낳았으며, 마들렌 드 스퀴데리를 위시한 살롱이라는 문학공간이 흥성하기도 하였다. 귀부인들이 주재하는 살롱이 속출 유행하면서 사회적 지식층이 형성되기 시작하여 자연스럽게 민간의 세력권을 이루고, 사교·대화·시적 교류·관찰을 통해 살롱문학(인물·성격묘사, 회고록, 잠언집 등)이 발달한다.
태양왕 루이 14세가 친정을 시작한 1660년이 문학사의 구분점이 되어 고전주의 문학이 전성기를 만든다. 몰리에르를 비롯한 라신, 라퐁텐 등이 궁정의 비호를 받으며 고전주의 극시(劇詩)를 만들어냈다.
17세기 말 신앙의 권위에 도전하는 이성이 중요시되기 시작했으며 이는 18세기의 계몽주의로 이어진다.

### 18세기 프랑스 문학
- 18세기 프랑스 문학

18세기는 계몽시대(siècle des Lumières)라 불리는데, 이전 세기의 르네상스 및 데카르트적 정신을 통해 이성의 승리를 추구하고자 하는데서 비롯된 것이다. 계몽주의는 전 유럽의 현상이지만, 18세기 사상을 가장 잘 결집해낸 것은 프랑스의 철학자들이었으며, 이로써 프랑스 혁명을 넘어 전 유럽 및 전 세계에 영향을 미치게 된다. 이 당시 프랑스 및 불어권의 대표적인 계몽철학자들로서는 볼테르, 루소, 디드로, 몽테스키외 등이 있다.

### 19세기 프랑스 문학
- 프랑수아르네 드 샤토브리앙 (François-René de Chateaubriand)
- 안 루이즈 제르맨 드 스탈 (Anne Louise Germaine de Staël)
- 알렉상드르 뒤마 (Alexandre Dumas)
- 알렉상드르 뒤마 (아들) (Alexandre Dumas fils)
- 기욤 아폴리네르 (Guillaume Apollinaire)
- 프로스페르 메리메 (Prosper Mérimée)
- 앙드레 브르통 (André Breton)
- 샤를 오귀스탱 생트뵈브 (Charles Augustin Sainte-Beuve)
- 귀스타브 플로베르 (Gustave Flauber)
- 오노레 드 발자크 (Honoré de Balzac)
- 스탕달 (Stendhal)
- 빅토르 위고 (Victor Hugo)
- 에드몽 드 공쿠르 (Edmon de Goncourt)
- 쥘 드 공쿠르 (Jules de Goncourt)
- 아르투르 랭보 (Arthur Rimbaud)
- 쥘 베른 (Jules Verne)

### 세기말 프랑스 문학 (Fin de Siècle)
- 샤를 보들레르 (Charles Baudelaire)
- 루이 아라공 (Louis Aragon)
- 기 드 모파상 (Guy de Maupassant)
- 에밀 졸라 (Émile Zola)
- 아나톨 프랑스 (Anatole France)
- 알퐁스 도데 (Alphonse Daudet)
- 스테판 말라르메 (Stephane Mallarme)
- 로맹 롤랑 (Romain Rolland)

### 20세기 프랑스 문학
- 앙드레 지드 (André Gide)
- 마르셀 프루스트 (Marcel Proust)
- 알베르 카뮈 (Albert Camus)
- 장폴 사르트르 (Jean-Paul Sartre)
- 시몬 드 보부아르 (Simone de Beauvoir)
- 루이페르디낭 셀린 (Louis-Ferdinand Celine)
- 프랑수아즈 사강 (Françoise Sagan)
- 앙투안 드 생텍쥐페리 (Antoine de Saint Exupery)
- 마르게리트 유르스나르 (Marguerite Yourcenar)
- 조르주 심농 (Georges Simenon)
- 쥘리앵 그린 (Julien Green)
- 클로드 시몽 (Claude Simon)
- 로맹 가리 (Romain Gary)

### 21세기 프랑스문학
- 미셸 우엘베크 (Michel Houellebecq)

## 같이 보기
- 프랑스 문학자
- 문학상